# Liste des nouvelles de Guy de Maupassant
La liste des nouvelles de Guy de Maupassant regroupe les nouvelles publiées par années et par date de publication dans les journaux.

## Nouvelles parues de 1875 à 1879
- La Main d'écorché, 1875
- Sur l'eau, 1876
- Le Donneur d'eau bénite, 1877
- Le Mariage du lieutenant Laré, 1878
- Coco, coco, coco frais, 1878
- Le Papa de Simon, 1879
- Les Conseils d'une grand'mère

## Nouvelles parues en 1880
- Boule de Suif
- Les Dimanches d’un bourgeois de Paris
- Jadis
- Suicides
- Une page d'histoire inédite

## Nouvelles parues en 1881
- Au printemps
- En famille
- Épaves
- Histoire corse
- Histoire d'un chien
- Histoire d'une fille de ferme
- La Femme de Paul
- La Maison Tellier
- Par un soir de printemps
- Opinion publique
- Une aventure parisienne
- Une partie de campagne

## Nouvelles parues en 1882
- Autres temps
- Aux champs
- Ce cochon de Morin
- Clair de lune - 1
- Clair de lune - 2
- Confessions d'une femme
- Conflits pour rire
- Conte de Noël
- Correspondance
- En voyage
- Farce normande
- Fou ?
- Histoire vraie
- L'Aveugle
- L'Enfant
- La Bécasse
- La Bûche
- La Folle
- La Légende du Mont-Saint-Michel
- La Peur
- La Relique
- La Rempailleuse
- La Roche aux Guillemots
- La Rouille
- La Veillée
- Le Baiser
- Le Gâteau
- Le Lit
- Le Loup
- Le Pardon
- Le Saut du berger
- Le Testament
- Le Verrou
- Le Voleur
- Ma femme
- Madame Baptiste
- Mademoiselle Fifi
- Magnétisme
- Marroca
- Menuet
- Mon oncle Sosthène
- Mots d'amour
- Nuit de Noël
- Pétition d'un viveur malgré lui
- Pierrot
- Rencontre
- Rêves
- Rouerie
- Souvenir
- Un bandit corse
- Un coq chanta
- Un drame vrai
- Un fils
- Un million
- Un Normand
- Un parricide
- Un réveillon
- Un vieux
- Une passion
- Une ruse
- Une veuve
- Vieux Objets
- Voyage de noce
- Yveline Samoris

## Nouvelles parues en 1883
- Au bord du lit
- À cheval
- Apparition
- Auprès d'un mort
- Décoré !
- Denis
- Deux amis
- En mer
- En voyage (1883)
- Enragée ?
- Humble Drame
- L'Ami Joseph
- L'Ami Patience
- L'Âne
- L'Attente
- L'Aventure de Walter Schnaffs
- L'Enfant
- L'Homme-fille
- L'Odyssée d'une fille
- L'Orphelin
- La Confession (1883)
- La Confession de Théodule Sabot
- La Farce
- La Fenêtre
- La Ficelle
- La Main
- La Martine
- La Mère aux monstres
- La Moustache
- La Reine Hortense
- La Serre
- La Toux
- Le Cas de Mme Luneau
- Le Condamné à mort
- Le Mal d'André
- Le Modèle
- Le Pain maudit
- Le Père
- Le Père Judas
- Le Père Milon
- Le Petit
- Le Remplaçant
- Le Vengeur
- Les Bijoux
- Les Caresses
- Les Sabots
- Lui ?
- M. Jocaste
- Mademoiselle Cocotte
- Miss Harriet
- Mon oncle Jules
- Première neige
- Regret
- Réveil
- Saint-Antoine
- Tombouctou
- Un coup d'état
- Un duel
- Un sage
- Une soirée
- Une surprise
- Une vendetta

## Nouvelles parues en 1884
- Adieu
- Berthe
- Bombard
- Châli
- Coco
- Découverte
- Garçon, un bock !...
- Idylle
- L'Abandonné
- L'Armoire
- L'Aveu
- L'Héritage
- L'Horrible
- L'Ivrogne
- La Chambre 11
- La Chevelure
- La Confession (août 1884)
- La Confession (novembre 1884)
- La Dot
- La Mère Sauvage
- La Parure
- La Patronne
- La Peur
- La Revanche
- La Tombe
- Le Baptême
- Le Bonheur
- Le Bûcher
- Le Crime au père Boniface
- Le Garde
- Le Gueux
- Le Legs
- Le Lit 29
- Le Parapluie
- Le Petit Fût
- Le Protecteur
- Le Retour
- Le Tic
- Le Vieux
- Les Idées du colonel
- Les Prisonniers
- Les Sœurs Rondoli
- Lettre trouvée sur un noyé
- Malades et médecins
- Misti
- Mohammed-Fripouille
- Notes d'un voyageur
- Promenade
- Rencontre
- Rose
- Solitude
- Souvenir
- Souvenirs
- Tribunaux rustiques
- Un fou ?
- Un lâche
- Une vente
- Vains Conseils
- Yvette

## Nouvelles parues en 1885
- À vendre
- Bel-Ami
- Blanc et Bleu
- Ça ira
- En wagon
- Fini
- Imprudence
- Joseph
- L'Épingle
- L'Inconnue
- La Bête à Maît' Belhomme
- La Confidence
- La Petite Roque
- Le Baptême (1885)
- Le Moyen de Roger
- Le Père Mongilet
- Les Bécasses
- Lettre d'un fou
- Mes vingt-cinq jours
- Monsieur Parent
- Nos Anglais
- Petit Soldat
- Sauvée
- Toine
- Un échec
- Un fou
- Une lettre

## Nouvelles parues en 1886
- Amour
- Au bois
- Clochette
- Cri d'alarme
- Jour de fête
- Julie Romain
- L'Auberge
- L'Épave
- L'Ermite
- La Question du latin
- Le Diable
- Le Fermier
- Le Horla
- Le Marquis de Fumerol
- Le Père Amable
- Le Signe
- Le Trou
- Madame Parisse
- Mademoiselle Perle
- Misère humaine
- Rosalie Prudent
- Sur les chats
- Une famille
- Un cas de divorce
- Voyage de santé
- Ma vie

## Nouvelles parues en 1887
- Comment on cause
- Duchoux
- Étrennes
- L'Assassin
- L'Homme de Mars
- L'Ordonnance
- La Baronne
- La Morte
- La Nuit
- La Porte
- Le Horla
- Le Lapin
- Le Père
- Le Rosier de Madame Husson
- Le Vagabond
- Le Voyage du Horla
- Les Rois
- Madame Hermet
- Moiron
- Une soirée (1887)

## Nouvelles parues en 1888
- Divorce
- L’Infirme
- Le Noyé
- Les 25 francs de la supérieure
- Les Épingles
- Nos lettres
- Un portrait

## Nouvelles parues en 1889
- Alexandre
- Allouma
- Boitelle
- Hautot père et fils
- L'Endormeuse
- L'Épreuve
- Le Masque
- Le Port
- Le Rendez-vous
- Un soir

## Nouvelles parues en 1890
- L'Inutile Beauté
- Le Champ d’oliviers
- Mouche
- Qui sait ?

## Nouvelles parues en 1891-93 et posthumes
- Les Tombales (1891)
- Le Colporteur (publiée en 1893)
- Après (publiée en 1900)
- Le Docteur Héraclius Gloss (écrite vers 1875, publiée en 1921)